# Staphylinochrous euryperalis
Staphylinochrous euryperalis is een vlinder uit de familie Himantopteridae. De wetenschappelijke naam van deze soort is voor het eerst geldig gepubliceerd in 1910 door George Francis Hampson.
De soort komt voor in tropisch Afrika.